# Arquidiocese do Lubango
A Arquidiocese de Lubango (Archidiœcesis Lubangensis) é uma arquidiocese da Igreja Católica situada em Lubango, em Angola. Erigida como Diocese de Sá da Bandeira, por desmembramento da Diocese de Nova Lisboa, era sufragânea da Arquidiocese de Luanda. Seu actual arcebispo é Dom Gabriel Mbilingi, C.S.Sp. Sua Sé é a Sé Catedral de São José.

## Histórico
Antes da ereção da diocese — e posterior elevação à arquidiocese — na cidade (mais especificamente no distrito urbano da Huíla) esteve a sede da Missão Sui Iuris do Cunene, entre 1885 e 1940, quando foi transferida para o Huambo.
Foi criada com o nome "Diocese de Sá da Bandeira" no dia 27 de julho de 1955 pela bula Ad Christi evangelium, pelo Papa Pio XII, quando foi desmembrada da Diocese de Nova Lisboa (actual Arquidiocese do Huambo). Foi seu primeiro bispo Dom Altino Ribeiro de Santana.
Em 10 de agosto de 1975 cedeu partes de seu território em benefício da construção das dioceses de Pereira de Eça (actual Diocese de Ondijiva) e Serpa Pinto (actual Diocese de Menongue).
Em 3 de fevereiro de 1977, por intermédio da bula Qui divino consilio, do Papa João XXIII, passou a denominar-se Lubango e foi ereta à condição de arquidiocese. Foi primeiro arcebispo Dom Alexandre do Nascimento.
Em 21 de março de 2009 cedeu partes de seu território em benefício da construção da Diocese do Namibe.

## Episcopados
|                     | Nome                            | Período    | Notas                       |
| Arcebispos          | Arcebispos                      | Arcebispos | Arcebispos                  |
| ------------------- | ------------------------------- | ---------- | --------------------------- |
| 4º                  | Gabriel Mbilingi, C.S.Sp.       | 2009-atual |                             |
| 3º                  | Zacarias Kamwenho               | 1997-2009  |                             |
| 2º                  | Manuel Franklin da Costa        | 1986-1997  |                             |
| 1º                  | Alexandre Cardeal do Nascimento | 1977-1986  | Nomeado Arcebispo de Luanda |
| Arcebispo-coadjutor |                                 |            |                             |
|                     | Gabriel Mbilingi, C.S.Sp.       | 2006-2009  |                             |
|                     | Zacarias Kamwenho               | 1995-1997  |                             |
| Bispos              |                                 |            |                             |
| 2º                  | Eurico Dias Nogueira            | 1972-1977  |                             |
| 1º                  | Altino Ribeiro de Santana       | 1955-1972  | Nomeado Bispo de Beira      |